# Otto Bechtold
Otto Bechtold (* 20. April 1928 in Rinschheim; † 31. Januar 2019 in Freiburg im Breisgau) war ein deutscher römisch-katholischer Geistlicher und von 1988 bis 2003 Generalvikar des Erzbistums Freiburg.

## Leben
Otto Bechtold empfing nach seinem Studium der Philosophie und Theologie 1952 die Priesterweihe und war anschließend zunächst Kaplan in Mannheim und Lörrach. 1958 wurde er mit der Arbeit Der „Ruf nach Synoden“ als kirchenpolitische Erscheinung im jungen Erzbistum Freiburg (1827–1860). Ein Beitrag zum Verhältnis von Staat und Kirche im Großherzogtum Baden und zur Geschichte der religiösen Aufklärung in Süddeutschland an der Universität Freiburg promoviert. Ab 1958 war er als Sekretär im Erzbischöflichen Ordinariat Freiburg tätig, dessen Ordinariatsrat er 1960 wurde.
Er wurde 1969 ins Freiburger Domkapitel aufgenommen und 1990 Domdekan. Erzbischof Oskar Saier ernannte Bechtold 1988 zum Generalvikar des Erzbistums Freiburg. Er war während der Sedisvakanz im Juli 2002 Ständiger Vertreter des Diözesanadministrators Paul Wehrle. Auch der neue Erzbischof Robert Zollitsch machte Bechtold zu seinem Generalvikar von Juli bis Oktober 2003. Sein Nachfolger wurde 2003 Fridolin Keck. Von 1988 bis 2003 war er Vorsitzender des Stiftungsrates der Schulstiftung der Erzdiözese Freiburg.

## Ehrungen und Auszeichnungen
- 1971: Ernennung zum Päpstlichen Ehrenprälaten durch Papst Paul VI.
- 1992: Ernennung zum Apostolischen Protonotar durch Papst Johannes Paul II.
- 1999: Verdienstmedaille des Landes Baden-Württemberg
- 2003: Bundesverdienstkreuz 1. Klasse des Verdienstordens der Bundesrepublik Deutschland
- 2003: Konradsplakette der Erzdiözese Freiburg